# Alisjer Usmanov
Alisjer Burkhanovitj Usmanov (russisk: Алишер Бурханович Усманов ; usbekisk: Alisher Burhonovich Usmonov, Алишер Бурханович Усмонов ; født 9. september 1953 i Chust, Usbekistan, USSR) er en sovjettiskfødt russisk forretningsmand ("oligark"). Ifølge 2011 udgaven af Forbes Magazine er han en af de rigeste mænd i Rusland. Hans formue er anslået til $18,1 milliarder. Det gør ham til verdens 28. rigeste. I december 2012 angav Bloomberg Billionaires Index, at Usmanov havde en anslået formue på $17,3 milliarder, hvilket gør ham til verdens 39. rigeste.